# Filovia Fermo-Porto San Giorgio
La filovia Fermo-Porto San Giorgio era una linea filoviaria extraurbana che collegava la città di Fermo con la località costiera di Porto San Giorgio.

## Storia
Alla fine degli anni cinquanta del XX secolo la ferrovia Porto San Giorgio-Amandola, a scartamento ridotto, presentava un coefficiente di esercizio in forte passivo, e non era più in grado di dare un servizio efficiente.
La Società per le Ferrovie Adriatico Appennino, concessionaria della linea, decise pertanto di sopprimere l'esercizio ferroviario, e di realizzare una filovia per servire la prima tratta, da Porto San Giorgio a Fermo, che presentava un forte traffico di tipo suburbano.
La filovia fu inaugurata il 6 febbraio 1958, e risultò composta, oltre che dalla tratta principale, anche da due diramazioni dirette alle frazioni di San Salvatore e Santa Caterina. L'impianto fu elettrificato in corrente continua alla tensione di 1200 V, invece dei 600 V consueti, per consentire velocità di esercizio più alte.
L'esercizio filoviario fu soppresso il 31 dicembre 1977.

## Mezzi
Sulla linea erano in servizio 6 vetture tipo Fiat 2401F, con carrozzeria Cansa ed equipaggiamento elettrico TIBB.